# Oskar Vogl
Oskar Theodor Emil Vogl (* 29. April 1881 in München; † 4. Februar 1954 in Irschenhausen) war ein deutscher General der Artillerie im Zweiten Weltkrieg.

## Leben

### Familie
Vogl war der Sohn eines bayerischen Oberst und späteren Mitglieds des Direktoriums der Aktienbaugesellschaft in Nürnberg. Er hatte sich 1906 mit Emma Merck verheiratet. Aus der Ehe gingen zwei Kinder hervor.

### Militärkarriere
Vogl trat nach Absolvierung des Kadettenkorps am 7. Juli 1899 als Fähnrich in das 2. Feldartillerie-Regiment „Horn“ der Bayerischen Armee in Würzburg ein. Er besuchte die Kriegsschule München und wurde anschließend am 13. September 1901 als Leutnant in das 8. Feldartillerie-Regiment nach Nürnberg versetzt. 1906 stieg er dort zum Abteilungsadjutant auf und wurde zum Oberleutnant befördert. Von 1911 bis 1914 absolvierte Vogl die Kriegsakademie, die ihm die Qualifikation in erster Linie für das Lehrfach (Festungskrieg, Waffenlehre, Kriegsgeschichte) und in zweiter Linie für den Generalstab aussprach. Nach dem Besuch der Akademie kehrte er in das 2. Feldartillerie-Regiment „Horn“ zurück, wurde zum Hauptmann befördert und als Stabsoffizier verwendet.
Bei Ausbruch des Ersten Weltkriegs kam Vogl in den Grenzgefechten sowie der Schlacht in Lothringen zum Einsatz und lag in Stellungskämpfen in Frankreich. Hier wurde Vogl als Führer der 2. Batterie der I. Ersatz-Abteilung des 8. Feldartillerie-Regiment „Prinz Heinrich von Preußen“ verwendet. 1915/16 war er als Ordonnanzoffizier bei der 5. Reserve-Division sowie der Ersatz-Division tätig. 1917 stieg Vogl zum Generalstabsoffizier auf, wurde als Erster Generalstabsoffizier zur 6. Infanterie-Division versetzt und kehrte im Laufe des Jahres in dieser Funktion zur Ersatz-Division zurück. 1918 folgte seine Versetzung als Adjutant zur 6. Feldartillerie-Brigade. Für seine Leistungen während des Krieges war Vogl mit beiden Klassen des Eisernen Kreuzes, dem Ritterkreuz des Königlichen Hausordens von Hohenzollern mit Schwertern, dem Militärverdienstorden IV. Klasse mit Schwertern und Krone sowie mit dem Ritterkreuz I. Klasse des Friedrichs-Ordens ausgezeichnet worden.
Nach dem Waffenstillstand von Compiègne, der Rückkehr in die Heimat und der Demobilisierung seiner Brigade, wurde Vogl 1919 in die Vorläufige Reichswehr übernommen. Hier war er zunächst als Generalstabsoffizier bei der Reichswehr-Schützen-Brigade 21 tätig und wurde mit Rangdienstalter vom 18. Mai 1918 zum Major befördert. Mit der Bildung der Reichswehr kam Vogl in den Stab des Artillerieführers VII und 1923 in den Generalstab der 7. (Bayerische) Division. Hier wurde er am 1. Mai 1924 zum Oberstleutnant befördert und als solcher 1925 in das 7. (Bayerisches) Artillerie-Regiment versetzt, wo Vogl das Kommando über die I. Abteilung in Würzburg erhielt. Während einer kurzzeitigen Verwendung als Generalstabsoffizier beim Gruppenkommando 2 in Kassel folgte am 1. Februar 1928 seine Beförderung zum Oberst sowie ein Jahr später ab 1. Februar 1929 Vogls Ernennung zum Kommandeur des 7. (Bayerisches) Artillerie-Regiment in Nürnberg. Am 1. Dezember 1930 übergab Vogl das Regiment an seinen Nachfolger Friedrich Wilhelm Brandt. Er wurde zum Artillerieführer VII ernannt und am 1. April 1931 zum Generalmajor befördert. Zum 30. November 1931 wurde Vogl unter Verleihung des Charakters als Generalleutnant aus dem aktiven Militärdienst verabschiedet.
Mit Beginn des Zweiten Weltkriegs wurde Vogl zum Heer der Wehrmacht reaktiviert und vom 1. September 1939 bis Mitte Januar 1940 als Artilleriekommandeur 7 verwendet. Am 10. Januar 1940 folgte seine Ernennung zum Kommandeur der 167. Infanterie-Division, die er bis zum 1. Mai 1940 führte. Ab Mai 1940 war er Inspekteur der Heereskontrollinspektion bei der Deutschen Waffenstillstandskommission (DWStK). Vogl wirkte ab 25. Januar 1941 im Stab der Deutschen Waffenstillstandskommission und wurde am 9. Februar Leiter der Kommission. Am 1. April 1941 erhielt er die Beförderung zum General der Artillerie. 1942 wurde seine mobile Verwendung aufgehoben, er blieb aber bis September 1944 Leiter der Deutschen Waffenstillstandskommission.